# Vicenza Calcio 1994-1995
Questa pagina raccoglie le informazioni riguardanti il Vicenza Calcio nelle competizioni ufficiali della stagione 1994-1995.

## Stagione
A Vicenza nella stagione 1994-1995 il nuovo corso vicentino riparte da Francesco Guidolin. Nel campionato di Serie B vengono introdotti per la prima volta i tre punti a vittoria. Ma nonostante questa innovazione che vuole incentivare le vittorie, il Vicenza inizia il campionato con molti pareggi, poi però compie un'accelerata ottenendo tre vittorie esterne di fila con Salernitana, Venezia e Chievo. In primavera la matricola biancorossa è a ridosso delle prime ed insegue l'utopia del ritorno in Serie A. A maggio un'ulteriore accelerata con 11 punti in 5 gare, ed il Vicenza si gioca con Salernitana ed Atalanta il terzo o quarto posto che valgono la promozione. Alla penultima giornata arriva il verdetto, i berici travolgono (1-4) il Chievo al Bentegodi, mentre le concorrenti pareggiano. Così dopo sedici anni il Vicenza ritorna in Serie A da terzo con 68 punti. Unica squadra imbattuta in casa, il "Menti" è tornato ad essere un fortino. Sale nella massima serie con Piacenza, Udinese ed Atalanta. Protagonista della stupenda stagione biancorossa la punta Roberto Murgita preso dal Genoa, che realizza 19 reti in campionato. Nella Coppa Italia i berici eliminano nel primo turno l'Acireale, mentre nel secondo turno sono eliminati dalla Sampdoria.

Domenico Di Carlo e Francesco Guidolin al nella stagione 1994-1995.

## Divise e sponsor
- Sponsor ufficiale: Pal Zileri
- Sponsor tecnico: Virma

## Rosa
| N. |                   | Ruolo | Calciatore                 |
| -- | ----------------- | ----- | -------------------------- |
|    | Italia (bandiera) | P     | Pierluigi Brivio           |
|    | Italia (bandiera) | P     | Giorgio Sterchele          |
|    | Italia (bandiera) | P     | Alessandro Zerman          |
|    | Italia (bandiera) | D     | Federico Balasso           |
|    | Italia (bandiera) | D     | Giuseppe Bianchini         |
|    | Italia (bandiera) | D     | Alessandro Dal Canto       |
|    | Italia (bandiera) | D     | Gilberto D'Ignazio Pulpito |
|    | Italia (bandiera) | D     | Marco Faccio               |
|    | Italia (bandiera) | D     | Giovanni Lopez             |
|    | Italia (bandiera) | D     | Antonino Praticò           |
|    | Italia (bandiera) | D     | Luigi Sartor               |
|    | Italia (bandiera) | C     | Matteo Capecchi            |
|    | Italia (bandiera) | C     | Francesco Cozza            |

| N. |                   | Ruolo | Calciatore           |
| -- | ----------------- | ----- | -------------------- |
|    | Italia (bandiera) | C     | Domenico Di Carlo    |
|    | Italia (bandiera) | C     | Massimo Lombardini   |
|    | Italia (bandiera) | C     | Massimo Lovato       |
|    | Italia (bandiera) | C     | Luca Margherita      |
|    | Italia (bandiera) | C     | Gaetano Perrella     |
|    | Italia (bandiera) | C     | Maurizio Rossi       |
|    | Italia (bandiera) | C     | Fabio Viviani        |
|    | Italia (bandiera) | A     | Alberto Briaschi     |
|    | Italia (bandiera) | A     | Marco Franco         |
|    | Italia (bandiera) | A     | Ferdinando Gasparini |
|    | Italia (bandiera) | A     | Cristiano Masitto    |
|    | Italia (bandiera) | A     | Roberto Murgita      |
|    | Italia (bandiera) | A     | Diego Vaccaretti     |

## Calciomercato autunnale-invernale
| Acquisti | Acquisti             | Acquisti | Acquisti         |
| Ruolo    | Nome                 | da       | Data d'acquisto  |
| -------- | -------------------- | -------- | ---------------- |
| C        | Francesco Cozza      | Reggiana | 1º novembre 1994 |
| A        | Cristiano Masitto    | Spezia   | 13 novembre 1994 |
| D        | Luigi Sartor         | Juventus | 13 novembre 1994 |
| A        | Roberto Murgita      | Genoa    | definitivo       |
| D        | Alessandro Dal Canto | Juventus | prestito         |
| C        | Maurizio Rossi       | Aosta    | definitivo       |

| Cessioni       | Cessioni            | Cessioni  | Cessioni         |
| Ruolo          | Nome                | a         | Data di cessione |
| -------------- | ------------------- | --------- | ---------------- |
| Centrocampista | Ivo Pulga           | Carpi     | 22 ottobre 1994  |
| Attaccante     | Luigi Beghetto      | Carpi     | 12 novembre 1994 |
| Difensore      | Francesco Frascella | Carpi     | 12 novembre 1994 |
| Attaccante     | Andrea Cecchini     | Spezia    | 19 novembre 1994 |
| Centrocampista | Mauro Conte         | Frosinone | 19 novembre 1994 |
| Difensore      | Maurizio Ferrarese  | Valdagno  | 25 febbraio 1995 |

## Risultati

### Serie B

#### Girone di Andata
| Como 3 settembre 1994 1ª giornata | Como               | 0 – 0 referto | Vicenza | Stadio Giuseppe Sinigaglia\| Arbitro: \| De Santis (Tivoli) \| |
| Arbitro:                          | De Santis (Tivoli) |               |         |                                                                |

| Arbitro: | D. Messina (Bergamo) |

|                           |           |  |
| Lopez 43’ A. Briaschi 45’ | Marcatori |  |

| Vicenza 17 settembre 1994 3ª giornata | Vicenza          | 0 – 0 referto | Piacenza | Stadio Romeo Menti\| Arbitro: \| Bazzoli (Merano) \| |
| Arbitro:                              | Bazzoli (Merano) |               |          |                                                      |

| Udine 25 settembre 1994 4ª giornata | Udinese            | 0 – 0 referto | Vicenza | Stadio Friuli\| Arbitro: \| Bolognino (Milano) \| |
| Arbitro:                            | Bolognino (Milano) |               |         |                                                   |

| Arbitro: | Nicchi (Arezzo) |

|                            |           |  |
| Gasparini 69’ Di Carlo 82’ | Marcatori |  |

| Arbitro: | Pacifici (Roma) |

|                         |           |  |
| Paci 15’ Di Stefano 86’ | Marcatori |  |

| Vicenza 16 ottobre 1994 7ª giornata | Vicenza         | 0 – 0 referto | Verona | Stadio Romeo Menti\| Arbitro: \| Boggi (Salerno) \| |
| Arbitro:                            | Boggi (Salerno) |               |        |                                                     |

| Acireale 23 ottobre 1994 8ª giornata | Acireale            | 0 – 0 referto | Vicenza | Stadio Tupparello\| Arbitro: \| Franceschini (Bari) \| |
| Arbitro:                             | Franceschini (Bari) |               |         |                                                        |

| Arbitro: | Ceccarini (Livorno) |

|                                  |           |                |
| Di Carlo 16’ R. Rossi 61’ (aut.) | Marcatori | 39’ Bortoluzzi |

| Bergamo 6 novembre 1994 10ª giornata | Atalanta          | 0 – 0 referto | Vicenza | Stadio Atleti Azzurri d'Italia\| Arbitro: \| Pairetto (Torino) \| |
| Arbitro:                             | Pairetto (Torino) |               |         |                                                                   |

| Vicenza 13 novembre 1994 11ª giornata | Vicenza          | 0 – 0 referto | Ancona | Stadio Romeo Menti\| Arbitro: \| Arena (Ercolano) \| |
| Arbitro:                              | Arena (Ercolano) |               |        |                                                      |

| Palermo 27 novembre 1994 12ª giornata | Palermo         | 0 – 0 referto | Vicenza | Stadio La Favorita\| Arbitro: \| Braschi (Prato) \| |
| Arbitro:                              | Braschi (Prato) |               |         |                                                     |

| Arbitro: | Gronda (Genova) |

|               |           |                    |
| Dal Canto 18’ | Marcatori | 38’ (rig.) Marulla |

| Arbitro: | Bonfrisco (Monza) |

|            |           |             |
| Farris 62’ | Marcatori | 29’ Murgita |

| Arbitro: | De Prisco (Nocera Inferiore) |

|                                           |           |                                          |
| Ceramicola 60’ (rig.) Castagna 82’ (aut.) | Marcatori | 18’ Cozza 45’ Murgita 52’ (rig.) Viviani |

| Vicenza 23 dicembre 1994 16ª giornata | Vicenza             | 0 – 0 referto | Ascoli | Stadio Romeo Menti\| Arbitro: \| Borriello (Mantova) \| |
| Arbitro:                              | Borriello (Mantova) |               |        |                                                         |

| Arbitro: | Lana (Torino) |

|                 |           |              |
| Cornacchini 64’ | Marcatori | 10’ M. Rossi |

| Vicenza 15 gennaio 1995 18ª giornata | Vicenza               | 0 – 0 referto | Chievo | Stadio Romeo Menti\| Arbitro: \| Racalbuto (Gallarate) \| |
| Arbitro:                             | Racalbuto (Gallarate) |               |        |                                                           |

| Arbitro: | Gronda (Genova) |

|            |           |  |
| Hübner 56’ | Marcatori |  |

#### Girone di Ritorno
| Arbitro: | Stagoggia (Pesaro) |

|             |           |  |
| Murgita 40’ | Marcatori |  |

| Arbitro: | Dinelli (Lucca) |

|  |           |             |
|  | Marcatori | 39’ Murgita |

| Arbitro: | Rodomonti (Teramo) |

|                                           |           |                  |
| Piovani 8’ Brioschi 34’ Sartor 77’ (aut.) | Marcatori | 49’ (rig.) Cozza |

| Arbitro: | Treossi (Forlì) |

|                                  |           |                |
| Murgita 39’ Kozminski 80’ (aut.) | Marcatori | 53’ Scarchilli |

| Arbitro: | Boggi (Salerno) |

|               |           |               |
| N. Amoruso 3’ | Marcatori | 5’ Lombardini |

| Arbitro: | De Prisco (Nocera Inferiore) |

|                        |           |  |
| Murgita 81’ Sartor 88’ | Marcatori |  |

| Verona 18 marzo 1995 26ª giornata | Verona               | 0 – 0 | Vicenza | Stadio Marcantonio Bentegodi\| Arbitro: \| D. Messina (Bergamo) \| |
| Arbitro:                          | D. Messina (Bergamo) |       |         |                                                                    |

| Arbitro: | Brignoccoli (Ancona) |

|                      |           |  |
| A. Briaschi 30’, 54’ | Marcatori |  |

| Arbitro: | Nicchi (Arezzo) |

|           |           |                          |
| Vieri 51’ | Marcatori | 44’ M. Rossi 68’ Praticò |

| Arbitro: | Collina (Viareggio) |

|                                                         |           |  |
| Lombardini 13’ Murgita 72’ M. Rossi 82’ A. Briaschi 86’ | Marcatori |  |

| Arbitro: | Ceccarini (Livorno) |

|                             |           |              |
| Centofanti 25’ Baglieri 41’ | Marcatori | 90’ M. Rossi |

| Arbitro: | Dinelli (Lucca) |

|                                           |           |            |
| Di Carlo 28’ (rig.) Murgita 39’, 61’, 83’ | Marcatori | 6’ Criniti |

| Arbitro: | Treossi (Forlì) |

|                              |           |                           |
| Napolitano 51’ Buonocore 90’ | Marcatori | 19’ Lombardini 83’ Sartor |

| Arbitro: | Lana (Torino) |

|                                 |           |           |
| Lombardini 25’ Murgita 55’, 71’ | Marcatori | 23’ Baldi |

| Arbitro: | Bonfrisco (Monza) |

|                              |           |  |
| M. Rossi 31’ A. Briaschi 45’ | Marcatori |  |

| Ascoli Piceno 21 maggio 1995 35ª giornata | Ascoli          | 0 – 0 | Vicenza | Stadio Cino e Lillo Del Duca\| Arbitro: \| Cesari (Genova) \| |
| Arbitro:                                  | Cesari (Genova) |       |         |                                                               |

| Arbitro: | Bolognino (Milano) |

|                                       |           |            |
| Murgita 3’, 61’, 62’ F. Gasparini 22’ | Marcatori | 10’ Mazzeo |

| Arbitro: | Trentalange (Torino) |

|            |           |                                                  |
| Melosi 37’ | Marcatori | 9’ Murgita 17’, 38’ A. Briaschi 90’ F. Gasparini |

| Arbitro: | Cardona (Milano) |

|                                                          |           |                                            |
| Murgita 23’, 37’, 56’ F. Gasparini 34’, 54’ M. Rossi 87’ | Marcatori | 57’ (rig.), 79’ (rig.) Hubner 63’ Dolcetti |

### Coppa Italia
| Arbitro: | Cardona (Milano) |

|                     |           |                                                 |
| Favi 45’ Lucidi 71’ | Marcatori | 11’ F. Gasparini 65’ (aut.) Favi 70’ Lombardini |

| Arbitro: | Bolognino (Milano) |

|                                                                         |           |                 |
| R. Mancini 10’ Lopez 23’ (aut.), 77’ (aut.) Lombardo 55’ Bertarelli 89’ | Marcatori | 49’ A. Briaschi |

| Arbitro: | De Santis (Tivoli) |

|                           |           |              |
| Capecchi 26’ Beghetto 78’ | Marcatori | 53’ Lombardo |